# إعدام دون محاكمة في الولايات المتحدة

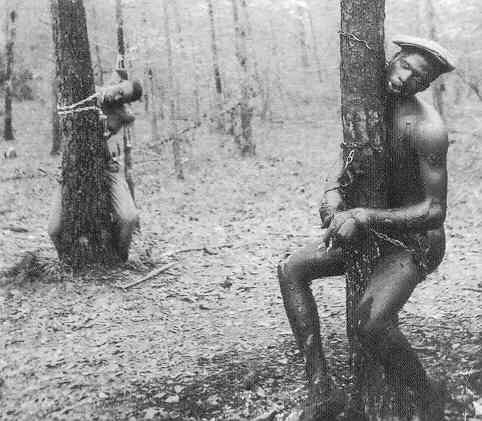
مجموعة من الافارقة المستعبدين من قبل الامريكيين تمت معاقبتهم من دون محاكمة

كان الإعدام دون محاكمة في الولايات المتحدة ظاهرة واسعة الانتشار لعمليات القتل خارج نطاق القضاء التي بدأت في الجنوب إبان الفترة التي سبقت اندلاع الحرب الأهلية أثناء ثلاثينيات القرن التاسع عشر وانتهت خلال حركة الحقوق المدنية في خمسينيات وستينيات القرن العشرين. أضحى نحو أربعة ملايين أمريكي من أصول أفريقية هدفًا رئيسيًا للبيض الجنوبيين بعد إعتاقهم من أغلال العبودية، وذلك على الرغم من انتماء ضحايا الإعدام دون محاكمة لإثنيات مختلفة. بلغت عمليات الإعدام هذه ذروتها في الولايات المتحدة خلال الفترة الممتدة من تسعينيات القرن التاسع عشر حتى عشرينيات القرن العشرين. كانت الأقليات الإثنية الأكثر عرضةً للوقوع كضحايا لعمليات الإعدام دون محاكمة. وقعت معظم عمليات الإعدام في الجنوب الأمريكي لأن معظم الأمريكيين الأفارقة كانوا يعيشون هناك. كذلك شهدت ولايات الغرب الأوسط والولايات الحدودية وقوع عمليات إعدام دون محاكمة والتي ارتكبت بدوافع عنصرية.
استهدفت عمليات الإعدام دون محاكمة الأمريكيين الأفارقة بعد الهجرة الكبرى (نحو عام 1916 - 1970) من الجنوب الأمريكي، وارتكبت غالبًا بهدف فرض سيادة البيض وترهيب الأقليات الإثنية إلى جانب غيرها من أعمال الإرهاب العرقي الأخرى. اتُهم عدد كبير من ضحايا الإعدام دون محاكمة بالقتل أو محاولة القتل. كان الاغتصاب أو محاولة الاغتصاب وغيرها من أشكال الاعتداء الجنسي الأخرى ثاني أكثر تهمة شاع توجيهها إليهم. غالبًا ما استخدمت جميع هذه التهم كذرائع لتبرير تصفية الأمريكيين الأفارقة ممن اتهموا بخرق قواعد السلوك السائدة خلال حقبة جيم كرو أو أولئك الذين انخرطوا في منافسة اقتصادية مع البيض. خلصت إحدى الدراسات إلى أن مجموع ضحايا الإعدام دون محاكمة خلال الفترة الممتدة من عام 1883 حتى عام 1941 بلغ 4,467 شخصًا. كان 4,027 من هؤلاء الضحايا ذكورًا، في حين كان 99 منهم إناثًا، ولم يعرف جنس الـ341 الآخرين (ولكنهم كانوا ذكورًا على الأرجح). بلغ عدد السود من مجموع عدد الضحايا 3,265 شخصًا وبلغ عدد الضحايا البيض 1,082 شخصًا، في حين بلغ عدد الضحايا المكسيكيين أو المنحدرين من أصول مكسيكية 71 شخصًا، وبلغ عدد الضحايا من الأمريكيين الهنود 38 شخصًا وبلغ عدد الضحايا الصينيين 10 أشخاص، بالإضافة إلى ياباني واحد.
كانت أحد التصورات الشائعة المرتبطة بعمليات القتل دون محاكمة في الولايات المتحدة هي أنها اقتصرت على عمليات الشنق التي تميزت ببروزها العام وهو الأمر الذي سهل على المصورين الفوتوغرافيين التقاط صور للضحايا. التقطت صور فوتوغرافية احترافية لبعض عمليات الإعدام هذه ووزعت كبطاقات بريدية لتغدو هدايًا تذكاريةً ذات شعبية في أجزاء عدة من الولايات المتحدة. كذلك اختلفت الطرق التي قُتل فيها الضحايا لتشمل إعدامهم رشقًا بالرصاص أو حرقهم أحياءً أو إلقائهم من أعلى الجسور أو جرهم خلف السيارات وما إلى ذلك. انتُزعت أجزاء من جثث الضحايا وبيعت كتذكارات في بعض الأحيان. لم تنتهي عمليات الإعدام بالموت دائمًا؛ إذ استعملت عمليات الإعدام الكاذبة التي اشتملت على وضع حبال حول أعناق الأشخاص الذين اشتبه بإخفائهم لمعلومات بغية إجبارهم على الإدلاء بـ«اعترافات» قسرية. تراوح حجم حشود الغوغاء التي ارتكبت عمليات الإعدام من بضعة أشخاص وصولًا إلى الآلاف.
عكس انتشار عمليات الإعدام دون محاكمة في أمريكا خلال حقبة ما بعد الحرب الأهلية وفقًا لما ذكره المؤرخ مايكل ج. فايفر انعدام ثقة الناس بالأصول القانونية الواجبة المنوطة بالنظام القضائي الأمريكي. ربط فايفر تراجع عدد الإعدامات خارج نطاق القانون إبان مستهل القرن العشرين بـ«ظهور عقوبة الإعدام الحديثة» معتبرًا بأن «المشرعين بادروا إلى تجديد قوانين عقوبة الإعدام... بدافع قلقلهم المباشر من لجوء الغوغاء إلى أعمال العنف البديلة». كذلك استشهد فايفر بـ«التجاوزات العنصرية لقوات الشرطة الحضرية خلال القرن العشرين وما بعده» على اعتبار أنها تحمل عددًا من سمات الإعدام دون محاكمة.
افتتح النصب التذكاري الوطني للسلام والعدالة في مدينة مونتغمري بولاية ألاباما بتاريخ 26 أبريل عام 2018. جاء تأسيس النصب كجزء من مبادرة العدالة المتساوية التي أطلقتها المدينة. يعد هذا النصب أول نصب تذكاري كبير يوثيق عمليات الإعدام دون محاكمة التي استهدفت الأمريكيين الأفارقة في الولايات المتحدة.

## خلفية تاريخية
كان العنف الجماعي أحد الجوانب المألوفة على المشهد القانوني الأمريكي المبكر. لم يكن الهدف من العنف الجماعي خلال العهد الاستعماري القتل. غدا الإعدام دون محاكمة شكلًا متكررًا من «عدالة الغوغاء» في الأوقات التي انعدمت فيها الثقة بالسلطات، وجاء ذلك في سياق حروب الممالك الثلاث والظروف الاجتماعية والسياسية المضطربة التي سادت المستعمرات الأمريكية إبان القرن السابع عشر. كان الأمريكيون الأفارقة الضحايا الرئيسيين لعمليات الإعدام العنصرية في الولايات المتحدة خلال العقود التي أعقبت الحرب الأهلية. كذلك وقع الأمريكيون المكسيكيون ضحايًا لعمليات الإعدام دون محاكمة في الولايات الجنوبية الغربية.
وقعت أول حادثة إعدام دون محاكمة موثقة بمدينة سانت لويس في عام 1835 حين ألقي القبض على رجل أسود يدعى ماكنتوش (كان مسؤولًا عن قتل نائب الشريف خلال اقتياده إلى السجن) وقُيد بسلاسل على إحدى الأشجار وسط المدينة وحرق حتى الموت أمام حشدٍ من الناس ناهز عددهم الألف شخص.

## الإعدام دون محاكمة كوسيلة للحفاظ على تفوق البيض

### خطوط الاستمرارية من العبودية حتى الوقت الحاضر
مثلت جهود المجتمع الأبيض الرامية للحفاظ على سيادة البيض بعد إعتاق الرق في أعقاب الحرب الأهلية الأمريكية الدافع الرئيسي وراء ارتكاب عمليات الإعدام دون محاكمة ولا سيما في ولايات الجنوب الأمريكي. هدفت عمليات الإعدام إلى معاقبة الخروق الظاهرة للأعراف وقوانين جيم كرو المؤسسية الصادرة في ما بعد والتي فرضت سياسة الفصل العنصري بين البيض والسود وجعلت السود مواطنين من الدرجة الثانية. خلصت ورقة بحثية تعود لعام 2017 إلى أن احتمال كون إحدى المقاطعات موقعًا لعمليات الإعدام دون محاكمة على يد البيض ازداد بازدياد درجة العزل العنصري التي كانت سائدة في تلك المقاطعة.
شددت عمليات الإعدام دون محاكمة على النظام الاجتماعي الجديد المتأسس في ظل قوانين جيم كرو. إذ تعاضد البيض على ترسيخ هويتهم الجماعية إلى جانب مكانة السود غير المتكافئة من خلال اللجوء إلى أعمال العنف الجماعي.
كذلك استُعمل الإعدام دون محاكمة (بصفة جزئية) كأداة لقمع الناخبين. توصلت دراسة أجريت في عام 2019 إلى أن ازدياد وقوع حوادث الإعدام دون محاكمة تزامن مع اقتراب مواعيد إجراء الانتخابات ولا سيما في المناطق التي واجه فيها الحزب الديمقراطي تحديًا انتخابيًا.
وفقًا لما ذكره المؤرخ تاي سيدجيلي فقد استعيض عن الإعدام دون محاكمة بعقوبة الإعدام كـ«أداة لضمان السيطرة العنصرية الفعالة». وطبقًا للمؤرخ مايكل ج. فايفر فإن «التجاوزات العنصرية لقوات الشرطة الحضرية الحديثة خلال القرن العشرين وما بعده» كانت تحمل عددًا من سمات الإعدام دون محاكمة.

### تعريف توسكيجي
عرف معهد توسكيجي (المعروف الآن بجامعة توسكيجي) الشروط المؤلفة للإعدام دون محاكمة. أصبح هذا التعريف الأساس المقبول عمومًا بين موثقي وقائع هذه الحقبة:
1. يجب أن يوجد دليل قانوني على مقتل الشخص.
2. يجب أن يكون الشخص قد لاقى حتفه بصورة غير مشروعة.
3. يجب أن يكون الضالعين في جريمة القتل عبارة عن مجموعة تتألف مما لا يقل عن ثلاثة أشخاص.
4. يجب أن تكون المجموعة قد ارتكبت الجرم بذريعة خدمة العدالة أو العرق أو العرف.[13][14]